# To This Day
《時至今日》又譯《直至今日》（英語："To This Day"）是一首由谢恩·科伊赞寫的朗誦詩。科伊赞在這首詩訴說他自己和他人的欺凌經歷，以及其巨大和深遠的影響。

## 外部連結
- 官方网站
- YouTube上的影片（页面存档备份，存于）